# Université de Malte
L'université de Malte (en anglais : University of Malta ; en maltais : L-Università ta' Malta) est la plus haute institution d’enseignement de Malte. Issue de l'expansion du collège jésuite de Malte lorsque les Jésuites en furent expulsés (1768) elle regroupe aujourd'hui 14 facultés, ainsi que des instituts interdisciplinaires et une école des arts du spectacle. En 2013 elle comptait plus de 600 professeurs pour quelque 11 000 étudiants, dont environ 650 étudiants internationaux de 77 pays. Environ 3 000 étudiants sont diplômés dans les diverses spécialités chaque année, alors qu'il y a 2 800 étudiants pré-tertiaires au Junior College géré par l'université.

## Historique
L'origine de l'université remonte au Collegium Melitense créé par les Jésuites dans une demande directe du pape le 12 novembre 1592. Les jésuites l'organisent suivant leur Ratio Studiorum, modèle pédagogique des 'collèges pour externes' ouverts aux étudiants non-jésuites. Le pape Pie IV, par une bulle du 29 août 1561, autorise les Jésuites à conférer les grades de Magister Philosophiae et Doctor Divinitatis en plus des classes de « Grammaire » et « Rhétorique ». Cette décision est confirmée par une nouvelle bulle de Grégoire XIII du 9 mai 1578. Le 19 octobre 1676, le grand maître de l'ordre de Saint-Jean de Jérusalem Nicolas Cottoner y de Oleza, pour faire face au manque de personnel, nomme le frère Giuseppe Zammit, docteur d'anatomie et de chirurgie de la Sacra Infermeria de l'Ordre, lettore au Collegium, faisant ainsi de Malte une des premières universités de médecine.
Peu après l'expulsion des Jésuites des îles maltaises en 1768, le grand maître Manoel Pinto da Fonseca publie un décret le 22 novembre 1769 créant la Pubblica Università di Studi Generali. Pour ce faire, il décide, après en avoir reçu l'autorisation par un bref papal Sedula Romani Pontifici du 20 octobre 1769, la saisie des possessions du Collegium pour en affecter les revenus à l'Università. La médecine étant une préoccupation première pour les Hospitaliers, c'est le 25 mai 1771, qu'est créé officiellement le Collegio Medico. La première chaire de médecine est attribuée au Principe Giorgio Locano et celle combinée d'anatomie et de chirurgie au Principe Michelangelo Grima. Toutes les autres chaires étaient attribuées, pour essayer de réunir les meilleurs spécialistes, à des professeurs extérieurs à Malte qui vivaient ensemble dans l'ancien collège des Jésuites. Le premier recteur de l'Université est le prédicateur frère Roberto Costaguti de l'ordre des Servites de Marie. Le successeur de Pinto, Francisco Ximenes de Texada, expulse par mesure d'économie tous les professeurs étrangers à Malte.
Après la conquête de l'île par Bonaparte en 1798, l'université fut transformée en institution d'éducation sur un modèle républicain. Mais, à la suite du départ des Français en 1800, les îles devinrent un protectorat britannique et l'université fut recréée le 28 octobre 1800 par le gouverneur Sir Alexander Ball qui nomme Francesco Saverio Caruana recteur en reconnaissance de son action au cours de l'insurrection contre les Français. Rentrant d'un exil en France, celui qui sera appelé « le père de la langue maltaise » Mikiel Anton Vassalli recevra la chaire de maltais et de langue sémitique spécialement créée pour lui. Lorsque Malte devient une colonie de l'Empire britannique, le gouverneur Sir Thomas Maitland nomme le professeur de philosophie, Girolomo Saverio Inglott, recteur. Le docteur Themistocles Zammit est nommé recteur en 1920. C'est lui qui propose le 1er mars 1923 les armories de l'Université et sa devise Ut Fructificemus Deo. Elle changera de statut au rythme du changement de statut des universités britanniques et en 1937, le roi George VI lui donna le titre d'Université royale de Malte. Le titre « royal » fut abandonné lorsque Malte devint une république en 1974.
Après guerre, en 1959 est créé à La Valette près de la Sacrée Infirmerie, le Laboratoire Evans pour abriter la Faculté des sciences. Le 22 septembre 1964, est posée, sur une superficie de 19,4 hectares, la première pierre du campus Tal-Qroqq à L-Imsida par Duncan Sandys, secrétaire du Commonwealth. En 1968, un nouveau bâtiment est construit à côté de l'Hôpital St-Luke à Gwardamanġa pour l’École de médecine. Le Collège de Malte des arts, sciences et technologie, connu sous le nom de Polytechnique, permet la création de la Faculté de génie mécanique et électrique (devenue Faculté d'ingénierie) et la Faculté d'éducation.
Aujourd'hui l'université de Malte comporte trois campus et fonctionne sous le régime de la loi 327 Partie VII sur l'éducation du 16 août 1988.

## Recherches
En décembre 2016, des chercheurs de l'université de Malte et de l'université d'Aberdeen révèlent qu'une femme ayant été victime d'une fausse couche a 34 % plus de chances de réaliser une deuxième grossesse réussie si celle-ci est initiée dans les 6 mois après la fausse couche.
En janvier 2017, une équipe de l'université de Malte expose dans la revue Neuroscience Letters les bénéfices de la flore du bassin méditerranéen (épinettes, figue de Barbarie et algues brunes « queues de paon »...) dans la lutte contre le vieillissement. En avril 2017, une équipe de chercheurs de l'Université publie une étude réalisée auprès de 940 journalistes en Europe et révélant le niveau de harcèlement subi dans la profession. En juin 2017, une nouvelle étude de l'Université adresse la pollution marine et révèle que sur 17 marques de sel marin analysées, une seule marque ne contient pas de microparticules de plastique supérieures à 149 micromètres (μm). L'étude révèle de fait un haut niveau de pollution des océans causé par le plastique et dont la faune marine est la première victime, puis l'homme au titre de consommateur de cette faune.

## Direction de l'université
La loi sur l'éducation organise la direction de l'université. À sa tête le chancelier et le vice-chancelier, le recteur et le vice-recteur, le registrar (secrétaire-archiviste), le bibliothécaire et le responsable financier. Il existe aussi deux organes directeurs, le Conseil universitaire, qui s'occupe de toutes les affaires administratives dont la nomination aux postes académiques, et le Sénat, responsable des affaires académiques.
Chaque faculté est dirigée par un doyen et comporte aussi un organe directeur, le conseil de faculté, qui est chargé des tâches académiques comme les études, l'enseignement et la recherche.

### Recteurs de l'université
| Recteurs                     | Dates     | Observations         |
| ---------------------------- | --------- | -------------------- |
| Roberto Ranieri Costaguti    | 1771-1773 |                      |
| Francesco Bonnici            | 1773-1776 | Préfet des études    |
| Domenico A. Malarbi          | 1776-1780 |                      |
| Giuseppe Angelo Moncada      | 1780-1786 |                      |
| Prospero Xuereb              | 1787-1788 |                      |
| Maturino Francesco de Muller | 1790-1797 |                      |
| Giovanni Villet Bellet       | 1798      |                      |
| - - -                        | - - -     | occupation française |
| Francesco Saverio Caruana    | 1800-1822 |                      |
| Girolamo Saverio Inglott     | 1822-1833 |                      |
| Emmanuele Rossignaud         | 1834-1841 |                      |
| Thaddeus O'Malley            | 1841-1842 |                      |
| Pietro Paolo Psaila          | 1842-1843 | Recteur provisoire   |
| William Henry Butt           | 1844-1854 |                      |
| Saverio Schembri             | 1854-1880 |                      |
| Sigismondo Savona            | 1880-1887 |                      |
| Antonio Annetto Caruana      | 1887-1896 |                      |
| Napoleone Tagliaferro        | 1897-1904 |                      |
| Eduardo Magro                | 1904-1920 |                      |
| Themistocles Zammit          | 1920-1926 |                      |
| Thomas Agius                 | 1926-1934 |                      |
| Robert Victor Galea          | 1934-1948 |                      |
| Joseph Albert Manché         | 1948-1963 |                      |
| Edwin J. Borg Costanzi       | 1963-1980 |                      |
| Donald H. Walwyn-James       | 1980-1982 |                      |
| George P. Xuereb             | 1982-1987 |                      |
| Peter Serracino Inglott      | 1987-1988 |                      |
| Edwin J. Borg Costanzi       | 1988-1991 |                      |
| Peter Serracino Inglott      | 1991-1996 |                      |
| Roger Ellul-Micallef         | 1996-2006 |                      |
| Juanito Camilleri            | 2006 -    | Recteur actuel       |

## Composition
L'université de Malte compte 14 facultés :
- faculté des arts ;
- faculté d’architecture ;
- faculté de chirurgie dentaire ;
- faculté d'économie, gestion et comptabilité ;
- faculté d'éducation ;
- faculté d'ingénierie ;
- faculté des sciences de la santé ;
- faculté de l'information et des technologies de la communication ;
- faculté de droit ;
- faculté des sciences de la connaissance et  des médias ;
- faculté de médecine et de chirurgie ;
- faculté des sciences ;
- faculté  de bien-être social ;
- faculté de théologie.

L'université comprend 17 instituts :
- institut d'études anglo-italiennes ;
- institut d'études du baroque ;
- institut du changement climatique et du développement durable ;
- institut Confucius ;
- institut des jeux numériques ;
- institut de la Terre ;
- institut d'études européennes ;
- institut des îles et des petits états ;
- institut de linguistiques ;
- institut d'études maltaises ;
- institut d'éducation physique et des sports ;
- institut d'administration et de gestion publique ;
- institut de l'énergie durable ;
- institut du tourisme, des transports et de la culture ;
- institut Edward de Bono pour la conception et le développement de la connaissance ;
- académie méditerranéenne d'études diplomatiques ;
- institut de la Méditerranée.

L'université de Malte comprend 11 centres :
- centre de cybernétique biomédicale ;
- centre de compétence de langue anglaise ;
- centre pour entrepreneuriat et l'incubation d'entreprise ;
- centre pour l'éducation et la recherche environnementale ;
- centre d'études du travail ;
- centre pour l'alphabétisation ;
- centre  euro-méditerranéen de recherches de l'éducation ;
- centre euro-méditerranéen pour la dynamique côtière insulaire ;
- centre européen de gérontologie ;
- centre pour la résilience et la santé socio-affective ;
- centre opérationnel de Malte de IOI - institut international d'océanographie.

L'université gère aussi :
- école des arts du spectacle ;
- université du troisième âge.

Le campus universitaire héberge :
- IMLI - institut du droit maritime international de OMI - organisation maritime internationale.

## Cursus
L'entrée à l’université de Malte est basée sur les résultats obtenus aux examens de fin d'études secondaires. Elle offre un premier cycle menant à un baccalauréat (correspondant à la licence), un deuxième cycle permettant l'obtention d'une maîtrise et un troisième cycle de doctorat ou Ph.D (Philosophiæ doctor).

## Implantation
L'université de Malte est implanté en trois endroits de l'archipel maltais. Historiquement, l'Université est toujours installée dans l'ancien bâtiment du Collegium Melitense dans la ville de La Valette. C'est là que se trouve la Aula Magna, la grande salle d'honneur, et les salles permettant l'organisation de conférences de niveau international. Il y a ensuite deux campus : le campus de Malte installé à Msida jouxtant les installations sportives, piscine de dimensions olympiques, stade d'athlétisme permettant les sports collectifs (football, rugby, etc.) sur sa pelouse centrale, des salles de sports et autres espaces ou services sportifs ; et le campus de Gozo.

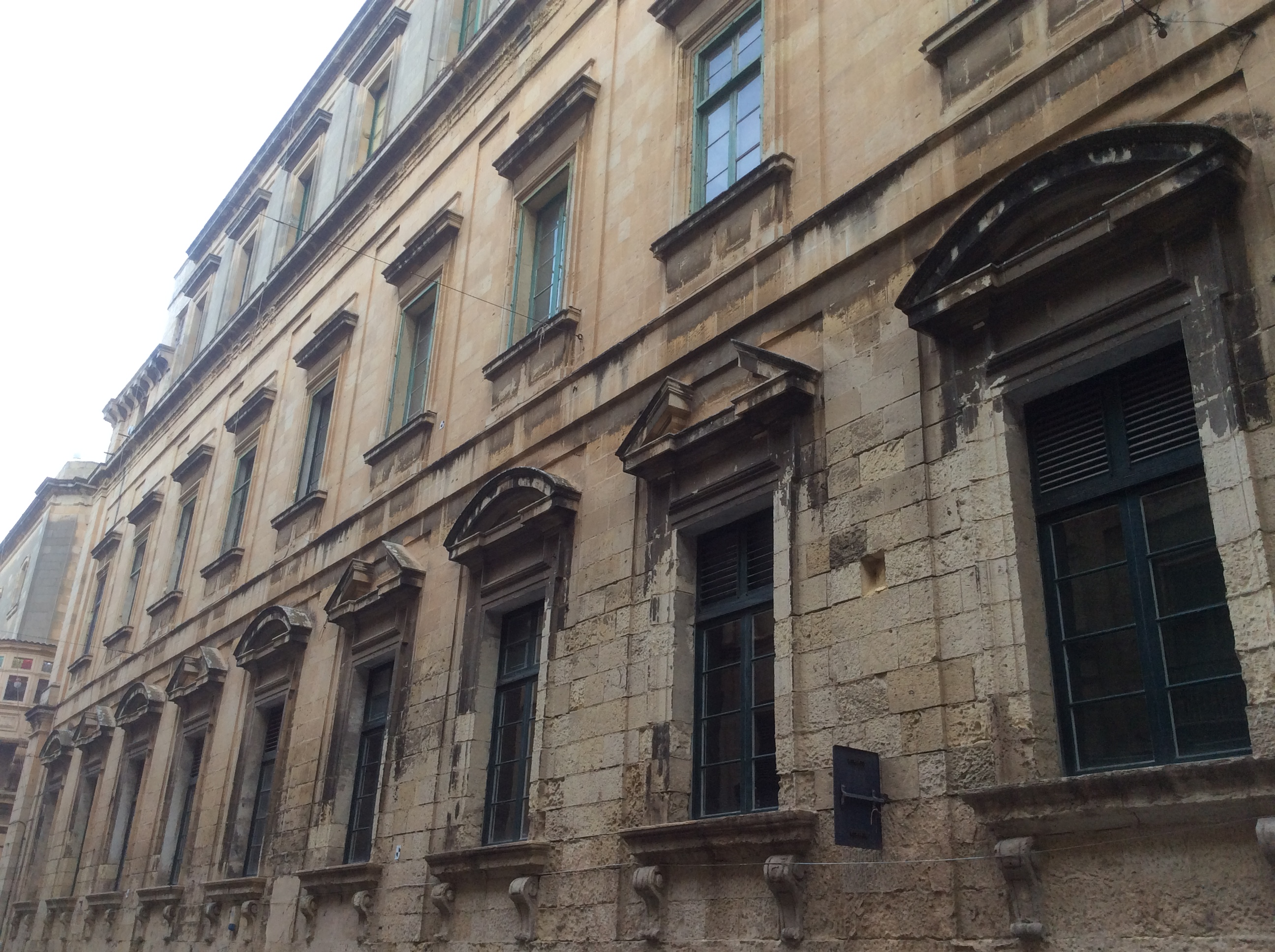
Ancien bâtiment de l'université.
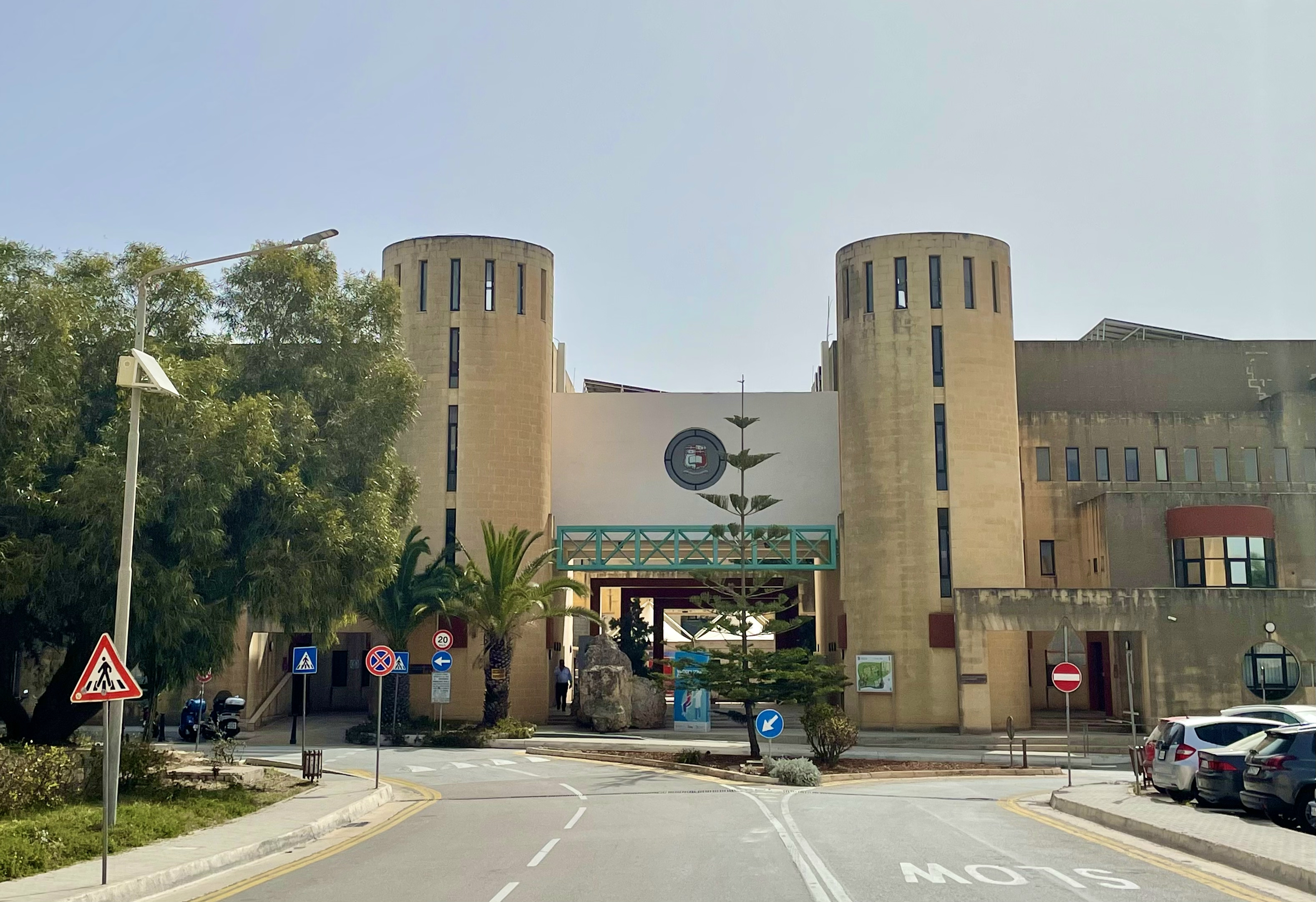
Bâtiment de la passerelle.
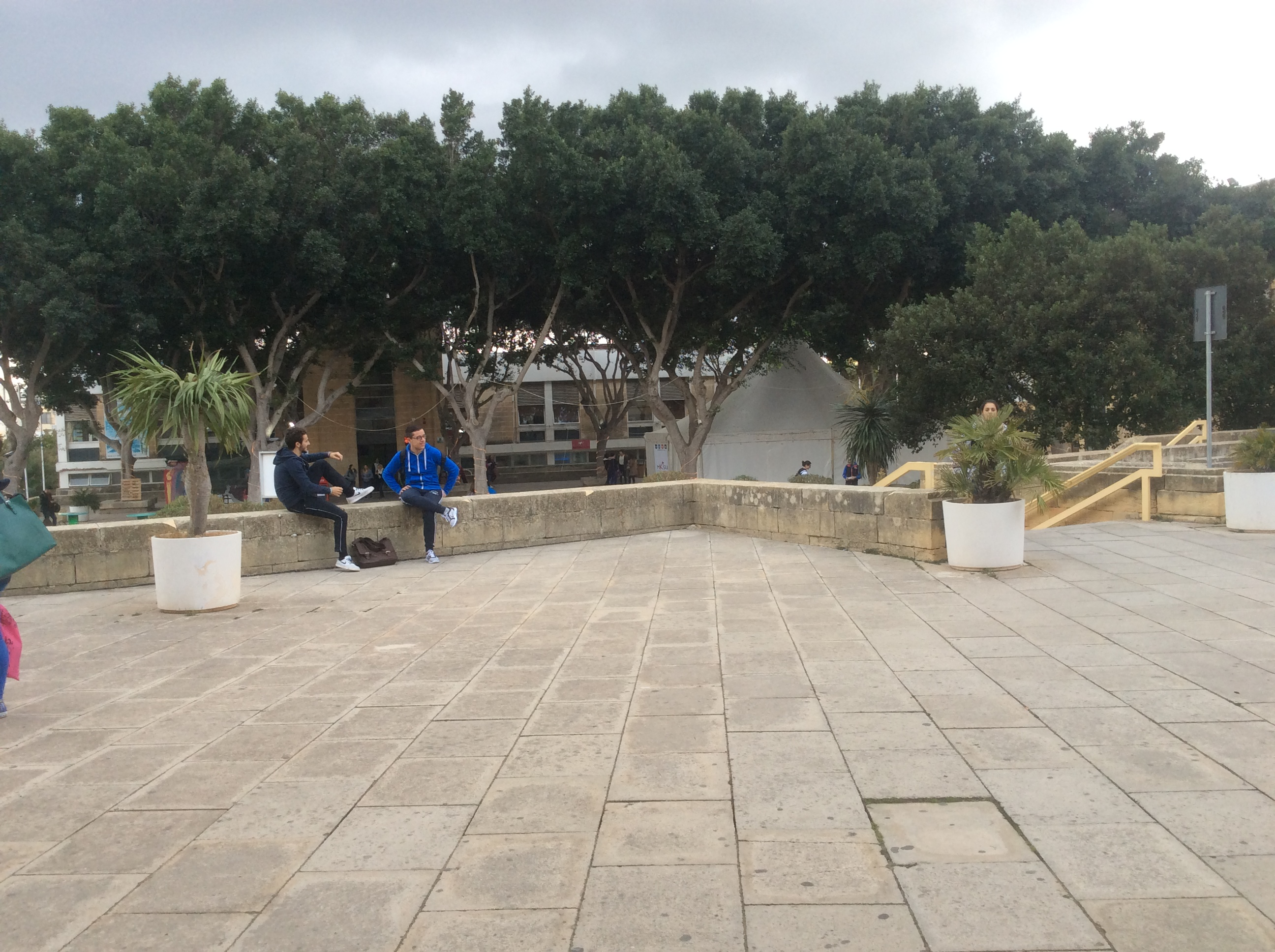
Esplanade.
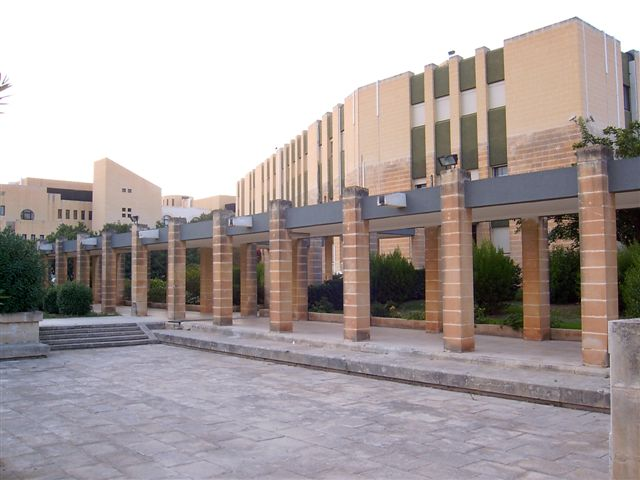
Campus actuel.

## Services
L'université de Malte dispose d'une société de services, MUHC - Malta University Holding Company - qui intervient dans les secteurs de l'éducation, la recherche, le conseil, la diffusion des savoirs, l'hébergement, les sports et les loisirs.

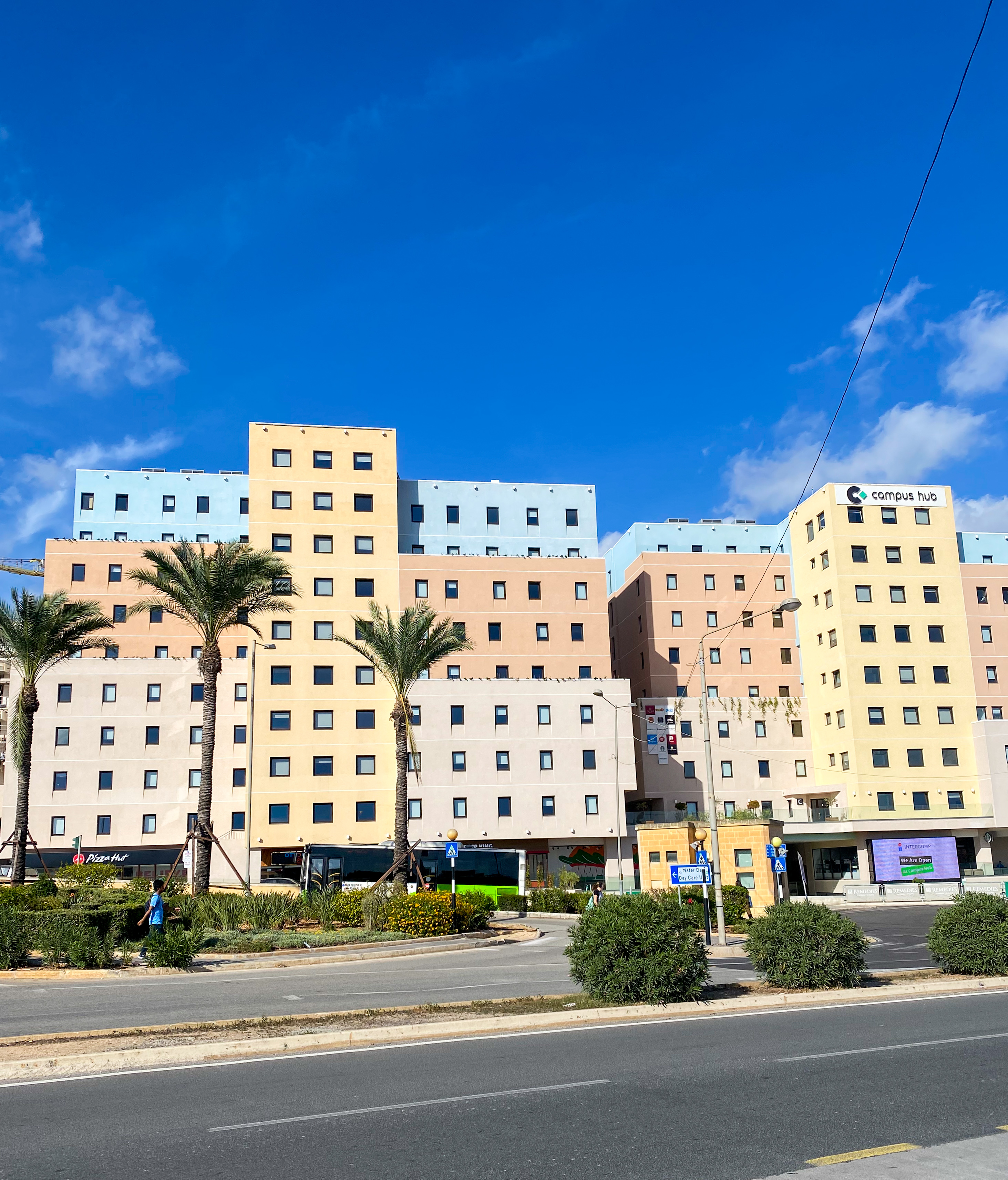
Campus HUB

Dans les secteurs de l'éducation, elle propose de nombreux services d'apprentissage linguistique. Malte est une destination importante pour l'apprentissage et le perfectionnement de la langue anglaise. La Compagnie propose aussi des formations ou des séminaires sur de nombreux sujets ayant pour objectif de développement professionnel.
Dans les secteurs de la recherche et du conseil, la Compagnie permet à l'industrie et à la recherche privé d'avoir accès aux laboratoires et recherches de l'Université.
Pour la diffusion du savoir, la Compagnie agit en publiant des livres et en réalisant des émissions culturelles et académiques pour la radio et la télévision. Elle est aussi organisatrice d'événements nationaux et internationaux de haute tenue académique.
La Compagnie propose des solutions d'hébergement diverses pour les étudiants maltais et étrangers venus à Malte pour poursuivre leurs études. Elle dispose de résidences, gère des hébergements et même un hôtel, Le Kappara. Elle propose des navettes entre les différents sites universitaires. C'est aussi cette société qui gère les installations sportives universitaires.

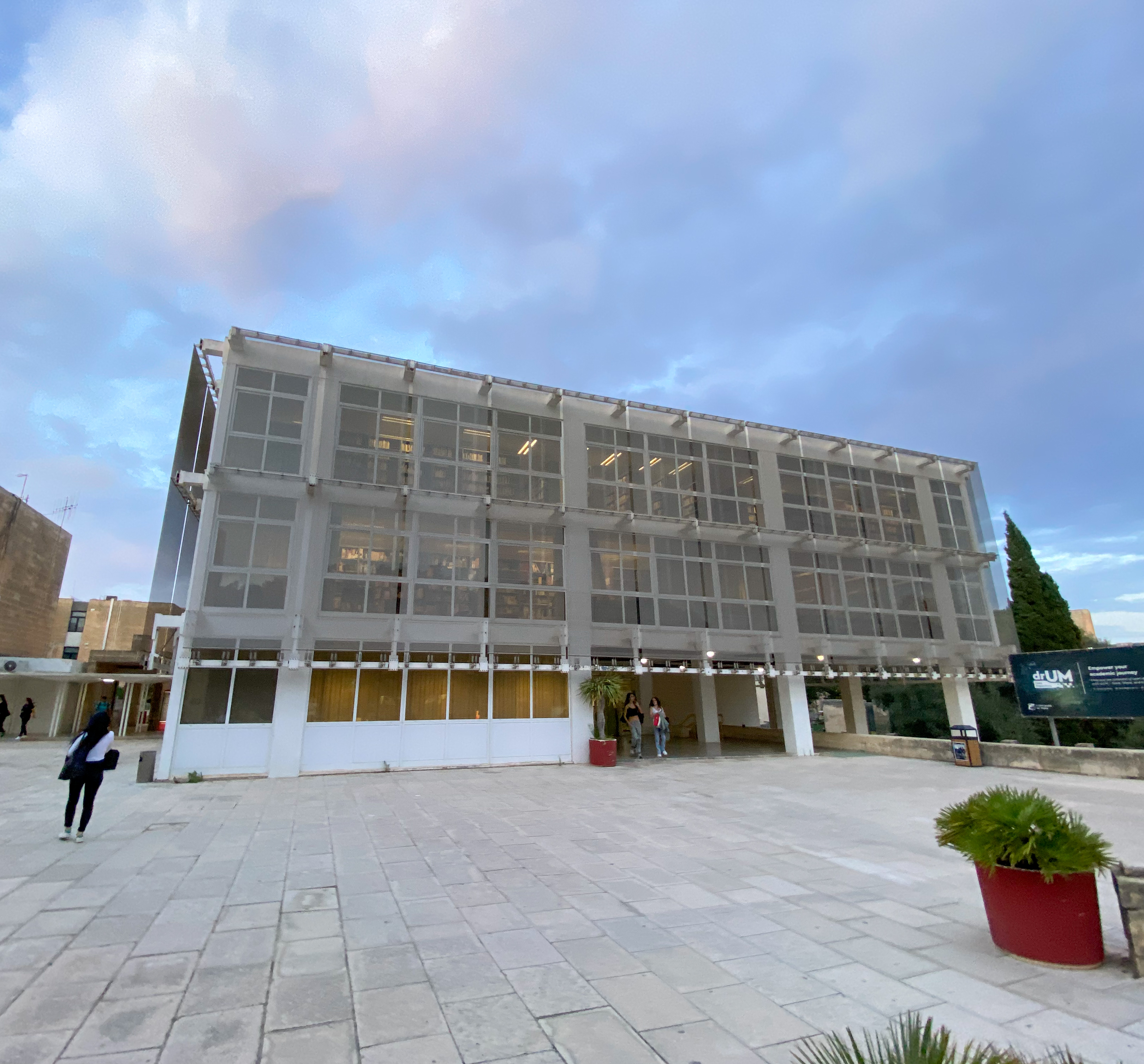
La nouvelle librairie

## Personnalités liées à l'université

### Étudiants
- George Abela, président de la République de Malte, diplômé en droit
- Edward de Bono, psychologue, à l'origine de la théorie de la pensée latérale, diplômé en médecine
- Giorgio Borg Olivier, premier ministre de Malte, diplômé en droit
- Edward Fenech-Adami, premier ministre et président de Malte, diplômé en droit
- Mario Galea, secrétaire d'État aux Personnes âgées et aux Soins hospitaliers de Malte dans le gouvernement Gonzi
- Lawrence Gonzi, premier ministre de Malte, diplômé en droit
- Guido de Marco, professeur de l'université, président de l'assemblée des Nations unies, vice premier ministre et président de la République de Malte, diplômé en droit
- Karmenu Mifsud Bonnici, premier ministre de Malte, diplômé en droit
- Dom Mintoff, premier ministre de Malte, diplômé en architecture, ingénieur civil
- Joseph Muscat, premier ministre de Malte, diplômé en commerce et gestion ainsi qu'en politique publique
- Alfred Sant, premier ministre de Malte, diplômé en sciences naturelles
- Ban Ki-moon, secrétaire général des Nations unies, professeur honoraire
- Natalie Psaila, médecin, militante pour les droits des femmes
- Daphne Caruana Galizia, journaliste et blogueuse, diplômée en archéologie